# Matrimonio igualitario en Finlandia
El matrimonio igualitario en Finlandia es legal desde el 1 de marzo de 2017 en todo su territorio nacional. Su evolución empezó con una ley de uniones civiles (finés: rekisteröity parisuhde; sueco: registrerat partnerskap) para parejas del mismo sexo fue creada en 2002. La legislación, que concede los mismos derechos y responsabilidades a las parejas del mismo sexo que el matrimonio, fue aprobada por el Parlamento de Finlandia en septiembre de 2001, con 99 votos a favor y 84 en contra. En mayo de 2009, el Parlamento modificó la ley para permitir la adopción de los hijos biológicos de la pareja. Solo están disponibles para parejas del mismo sexo, y se registran y disuelven mediante un procedimiento similar al del matrimonio civil. La legislación también permite la custodia compartida de los hijos y concede derechos de inmigración al cónyuge si es extranjero.

## Legislación
En junio de 2010 los delegados de la Coalición Nacional votaron a favor del proyecto, aunque su vicepresidente, el parlamento Ben Zyskowicz, no creía que fuera a ser aprobado durante los próximos cuatro años, basando su opinión en el hecho de que la mayoría de los diputados de su partido estaban en contra del mismo. Dos semanas antes, los Socialdemócratas habían aprobado una medida en favor de los matrimonios entre personas del mismo sexo en el congreso de su partido. La Alianza de la Izquierda y la Liga Verde también lo apoyaron. El Ministro de Relaciones Exteriores, Alexander Stubb, que dio un discurso en la ceremonia de inauguración de la Semana del Orgullo de Helsinki el 28 de junio de 2010, dijo que exigía una ley de matrimonio neutral al género con los derechos de adopción plenos para las parejas homosexuales.
El 2 de julio de 2010, el ministro de Justicia Tuija Brax, anunció que el Ministerio de Justicia estaba preparando una reforma de la ley de matrimonio, que sería presentada para el otoño de 2011. Se consideraba posible que el matrimonio entre personas del mismo sexo se legalizase después de las elecciones parlamentarias de 2011, y se especuló que se convertiría en tema de campaña, aunque en un sondeo de agosto de 2010, sólo el 20% de los encuestados consideró que debía ser un tema decisivo.
90 diputados del total de 200 asientos del Parlamento elegidos para abril de 2011 apoyó la inclusión de la adopción homoparental en la ley, mientras que 93 diputados se opusieron a ella. Como resultado de la participación de los Demócratas Cristianos luego de las elecciones, el proyecto de legalización del matrimonio entre personas del mismo sexo no se incluyó en el programa de gobierno. Sin embargo, de acuerdo con la Alianza de la Izquierda, fue acordada una alianza de seis de los 7 partidos en el gobierno (Coalición Nacional, Partido Socialdemócrata, Alianza de la Izquierda, Liga Verde y el Partido Popular Sueco), con excepción de la Democracia Cristiana. La propuesta legislativa fue presentada el 29 de septiembre de 2011.
En marzo de 2012, la secretaria de Coalición Nacional, Taru Tujunen, afirmó que en el congreso del partido presentaría un proyecto de ley de matrimonio neutral al género, que fue presentado al parlamento del país el 21 de marzo. Unos 76 de 200 diputados habían firmado su apoyo al proyecto de ley, aunque se espera que muchos otros voten por él, incluyendo al primer ministro Jyrki Katainen.
El reconocimiento legal de las parejas del mismo sexo en Finlandia está disponible desde el año 2002 como el registro de parejas, que proporcionan los mismos derechos y responsabilidades como el matrimonio para parejas de distinto sexo, salvo por ejemplo, derecho a la adopción. En 2009, el Parlamento modificó la ley que permite a las parejas a adoptar a los hijos biológicos de su pareja.
Legislación para el matrimonio entre personas del mismo sexo se presentó al Parlamento en marzo de 2012, pero que fue rechazada por la Comisión de Asuntos Jurídicos, en febrero de 2013. El proyecto de ley fue presentado de nuevo al Parlamento en diciembre de 2013 como una iniciativa ciudadana, con el apoyo de 160.000 personas . En junio de 2014, la Comisión de Asuntos Jurídicos recomendó rechazarlo, pero el 28 de noviembre de 2014, la plena Parlamento por una votación de 92 a 105 no aceptó esa recomendación, allanando así el camino para la legalización del matrimonio entre personas del mismo sexo. La iniciativa fue aprobada por el Pleno en segunda lectura el 12 de diciembre de 2014.

## Opinión pública
La encuesta del Eurobarómetro de diciembre de 2006 mostró un apoyo del 45% para el matrimonio entre personas del mismo sexo. Otra encuesta realizada por Yleisradio en agosto del 2010, mostró un apoyo del 54%, y un 35% en contra.
Una encuesta realizada en marzo de 2010 por Kotimaa, un periódico cristiano, informó que una estrecha mayoría de los diputados finlandeses se oponía al matrimonio entre personas del mismo sexo. A los 126 parlamentarios que respondieron, se les preguntó si apoyarían una ley de matrimonio neutral al género, el 46% estaba a favor y el 54% en contra. El 63% de los representantes del Partido Socialdemócrata apoyarían la ley, junto con todos los diputados de la Liga Verde y de la Alianza de la Izquierda. La mayoría del Partido del Centro y de la Coalición Nacional se oponían.
Sin embargo un estudio posterior, en abril de 2010, informó que había un apoyo general de los partidos a una ley de matrimonio neutral al género, que incluyera derechos comunes de adopción.